# Адміністративний поділ Сінгапуру
В адміністративному відношенні Сінгапур поділений на п'ять округів. Крім того, широко використовується поділ на п'ять регіонів, які не збігаються з округами та використовуються в планувальних і статистичних цілях.

## Округи
Округи в Сингапурі очолюються мерами й управляються Радами з общинного розвитку (Community Development Council) і повністю називаються «округами рад з общинного розвитку» (Community Development Council District). Округи в свою чергу діляться на виборчі округи (constituencies, які в основному співвідносяться з місцевими міськими радами), а ті на виборчі райони (electoral division/district).
| № | Округ                   | Адміністративний центр | Площа, км² | Населення, (2011) чол. | Густина, чол/.км² |
| - | ----------------------- | ---------------------- | ---------- | ---------------------- | ----------------- |
| 1 | Центральний округ       |                        | 142,7      | 1 189 082              | 8332,74           |
| 2 | Північно-східний округ  |                        | 151,1      | 1 007 216              | 6665,89           |
| 3 | Північно-західний округ |                        | 107,3      | 764 920                | 7128,80           |
| 4 | Південно-східний округ  |                        | 103,1      | 952 280                | 9236,47           |
| 5 | Південно-західний округ |                        | 210,1      | 1 270 202              | 6045,70           |
|   | Всього                  |                        | 714,3      | 5 183 700              | 7257,03           |

Межі між округами та їх підрозділами час від часу змінюються. Поточні кордони діють з 24 листопада 2001 року. Поділ на виборчі райони дається за останніми загальним виборами 2006 року.

## Регіони
Регіони Сингапуру (англ. region) — умовний поділ території Сингапуру, що використовується в планувальних і статистичних цілях. Для полегшення економічного планування територія розділена на п'ять регіонів: Центральний, Східний, Північний, Північно-східний і Західний. Регіони в свою чергу діляться на 55 планувальних районів, включаючи два водозбірні райони. Серед іншого, поділ на регіони та планувальні райони використовується з 2000 року Управлінням статистики при проведенні перепису.
|                    |        |                    |            |                        |
| Регіон             | Райони | Найкрупніший район | Площа, км² | Населення, чол. (2010) |
| Центральний        | 11+11  | Букіт-Мерах        | 131,5      | 929 082                |
| Західний           | 12     | Джуронг-Вест       | 255        | 893 739                |
| Північно-східний]] | 7      | Хоуган             | 138,1      | 747 216                |
| Східний            | 6      | Бедок              | 110        | 692 280                |
| Північний          | 8      | Вудлендс           | 135        | 504 920                |